# NGC 4979
NGC 4979 (другие обозначения — IC 4198, UGC 8209, MCG 4-31-7, ZWG 130.9, PGC 45484) — спиральная галактика в созвездии Волос Вероники. Галактика имеет хорошо заметный бар, едва заметное внутреннее псевдокольцо и тонкие вторичные спиральные рукава.
Этот объект входит в число перечисленных в оригинальной редакции «Нового общего каталога».